# Aivar Anniste
Aivar Anniste (Põltsamaa, 18 febbraio 1980) è un ex calciatore estone, di ruolo centrocampista.

## Carriera

### Club
Anniste vestì le maglie di Tallinna Jalgpallikool, Lelle, Flora Tallinn e Valga, prima di lasciare il paese natio e trasferirsi ai norvegesi dell'Ullensaker/Kisa. Tornò poi in patria per militare nelle file del Tammeka Tartu, ma nel 2006 rientrò ancora in Norvegia, stavolta per giocare nello Hønefoss. Esordì nella Adeccoligaen in data 9 aprile, subentrando a Vegard Voll nel pareggio per 2-2 sul campo del Manglerud Star. Nel 2007, disputò metà stagione con gli svedesi dell'Enköpings, per poi accordarsi con il TVMK Tallinn. Chiuse la carriera nel Flora Tallinn.

### Nazionale
Conta 45 presenze e 3 reti per l'Estonia, collezionate tra il 1997 e il 2008.